# Ergin Keleş
Ergin Keleş (* 1. Januar 1987 in Trabzon) ist ein türkischer Fußballspieler. 

## Karriere

### Verein
Keleş gab sein Debüt in der Süper Lig für Trabzonspor in der Saison 2005/06. In der darauffolgenden Saison 2006/07 wechselte Ergin auf Leihbasis zu Sakaryaspor. In Sakarya sammelte er wichtige Spielpraxis, wobei er mit Sakaryaspor abgestiegen wäre. Seine Situation in Trabzon sah nach seiner Rückkehr nicht viel besser aus, hinter Gökhan Ünal, Ibrahima Yattara und Umut Bulut war der junge Profi nur vierte Wahl als Stürmer. 
Keleş spielte ab Frühjahr 2011 für den Hauptstadtverein MKE Ankaragücü. Hier kam er bis zum Saisonende sporadisch zu Einsätzen und fristete eher ein Reservistendasein. Nachdem Ankaragücü in den ersten Wochen der Saison 2011/12 in finanzielle Engpässe geraten war und über lange Zeit die Spielergehälter nicht zahlen konnte, trennten sich viele Spieler. Keleş kam daraufhin, begünstigt durch den Spielermangel, nahezu immer als Stammspieler zum Einsatz. Er erzielte in zwölf Begegnungen vier Treffer. 
Durch diese Leistung fiel er mehreren Erstligisten positiv auf und so spielte er ab der Winterpause der Saison 2011/12 für den Erstligisten Kardemir Karabükspor. Hier kam er bis zum Saisonende auf lediglich sechs Begegnungen ohne Torerfolg. Im Anschluss an die reguläre Erstligasaison nahm sein Team am Türkiye Spor Toto Kupası. Hier überzeugte Keleş mit fünf Treffern in fünf Begegnungen.
Bereits zum Saisonende verließ er Karabükspor und wechselte innerhalb der Liga zu Mersin İdman Yurdu.  Bereits nach einer halben Spielzeit verließ er Mersin İY und heuerte beim Zweitligisten Göztepe Izmir an.
Im Sommer 2013 verließ er Göztepe und wechselte in zum Zweitligisten Adanaspor. Zur Rückrunde der Saison 2014/15 wechselte er innerhalb der TFF 1. Lig zu Gaziantep Büyükşehir Belediyespor. Nach einer halben Spielzeit kehrte er zu Adanaspor zurück. In der 1. Lig wurde er mit seinem Verein Zweitligameister der Saison 2015/16 und erreichte den Aufstieg in die Süper Lig.
Trotz dieses Erfolges mit Adanaspor wechselte er im Sommer 2016 zum Zweitligisten Sivasspor. Die nächsten 5 Jahre spielte der wechselfreudige Keleş bei sechs verschiedenen Vereinen der zweiten, zuletzt dritten Liga.

### Nationalmannschaft
In der U-21 Mannschaft der Türkei spielte Keleş sechsmal und erzielte dabei drei Treffer.

## Erfolge
Mit Adanaspor
- Meister der TFF 1. Lig und Aufstieg in die Süper Lig: 2015/16